# Стефано Палмучи
Стефано Палмучи (на италиански: Stefano Palmucci) е италиански футболист, който играе на поста дефанзивен полузащитник. Състезател на Парма.

## Кариера
Палмучи е юноша на италианския Пескара. След това бива привлечен от Парма за сумата от около €3 милиона. На 30 януари 2022 г. Стефано е пратен под наем в Царско село. Дебютира на 21 май при равенството 1:1 като домакин на Локомотив (София).